# Таласбаев, Асылбек Джумабекович
Асылбе́к Джумабе́кович Таласба́ев (род. 7 февраля 1982, Кант) — киргизский боксёр, представитель лёгкой и полулёгкой весовых категорий. Выступал за национальную сборную Кыргызстана по боксу на всём протяжении 2000-х годов, победитель и призёр многих турниров международного значения, участник двух летних Олимпийских игр.

## Биография
Асылбек Таласбаев родился 7 февраля 1982 года в городе Кант Киргизской ССР.
Заниматься боксом начал в возрасте десяти лет в 1992 году, проходил подготовку в местной секции под руководством заслуженного тренера СССР Геннадия Фёдоровича Аноприева, ранее воспитавшего титулованного боксёра Орзубека Назарова.
Впервые заявил о себе в боксе в 2002 году, выиграв чемпионат Кыргызстана и попав в основной состав киргизской национальной сборной.
Первого серьёзного успеха на международном уровне добился в сезоне 2004 года, когда побывал на олимпийском квалификационном турнире Green Hill в Пакистане и выиграл здесь серебряную медаль в зачёте полулёгкой весовой категории — тем самым прошёл отбор на летние Олимпийские игры в Афинах. На Играх, однако, уже в первом поединке категории до 57 кг со счётом 15:32 потерпел поражение от кубинца Луиса Франко и сразу же выбыл из борьбы за медали.
В 2006 году выступил на Азиатских играх в Дохе, где на стадии четвертьфиналов лёгкого веса был остановлен китайцем Ху Цином.
В 2007 году в лёгком весе дошёл до четвертьфинала на чемпионате Азии в Улан-Баторе.
В 2008 году отметился выступлениями на Мемориале Попенченко в Москве и на Мемориале Нурмагамбетова в Алма-Ате. На второй Азиатской олимпийской квалификации в Астане дошёл до финала, выиграв у всех соперников по турнирной сетке кроме казаха Мерея Акшалова — таким образом удостоился права защищать честь страны на Олимпийских играх в Пекине. На сей раз в категории до 60 кг в первом бою со счётом 9:7 взял верх над бразильцем Эвертоном Лописом, тогда как во втором поединке в 1/8 финала 4:15 проиграл колумбийцу Дарлейсу Пересу, будущему чемпиону мира среди профессионалов.
После пекинской Олимпиады Таласбаев ещё в течение некоторого времени оставался в составе боксёрской команды Кыргызстана и продолжал принимать участие в крупнейших международных турнирах. Так, в 2009 году в лёгком весе он выиграл серебряную медаль на Кубке президента АИБА в Баку.
В 2010 году одержал победу на домашнем Мемориале Дуйшенкула Шопокова в Бишкеке, боксировал на Мемориале Сиднея Джексона в Ташкенте, на Кубке президента в Астане и на Азиатских играх в Гуанчжоу, где в 1/8 финала был побеждён представителем Южной Кореи Хан Сун Чхолем.
Окончил Киргизский государственный институт физической культуры. За выдающиеся спортивные достижения удостоен звания «Мастер спорта Киргизской Республики международного класса».